# ZERO: они знают, что ты будешь делать
ZERO: они знают, что ты будешь делать (в оригинальном написании «ZERO») — детектив австрийского писателя Марка Эльсберга, вышедший в 2014 году в издательстве «Blanvalet Verlag».
Сюжет строится вокруг профессиональной деятельности журналистки Синтии Бонсант, которая обращает внимание на подозрительно нарастающий интерес государственных органов и частных компаний к персональным данным граждан. Действие книги разворачивается в недалеком будущем. В год издания книга стала бестселлером в Германии — 9 июня 2014 года журнал «Шпигель» присудил ей третье место в рейтинге бестселлеров в жанре беллетристики.
По мотивам книги снят фильм под названием «ZERO» с Хайке Макач в главной роли, премьера которого состоялась 3 ноября 2021 года на немецком общественном телеканале «Das Erste».
На русском языке книга вышла в апреле 2022 года в издательстве «Эмоушен Пресс» в переводе Станислава Белецкого.

## Сюжет
История складывается из трех переплетающихся сюжетных линий:
- Синтия Бонсант и команда лондонской газеты Daily;
- руководство компании Freemee и охранное предприятие EmerSec;
- Эрбен Пенникотт, ФБР и охранное предприятие EmerSec[5].

Книга начинается с описания событий, произошедших в Президентский день: Президента США, находящегося на отдыхе в загородной резиденции, атакуют и обращают в бегство дроны, они через интернет ведут прямой видеоэфир происходящего, делая из главы государства посмешище. Ответственность за акцию берет на себя некое лицо, точнее организация, как это вскоре выяснится, называющее себя «ZERO». В ее рядах состоят сетевые активисты, борющиеся за конфиденциальность персональных данных и за информационное самоопределение. Государственные органы и частные компании, в том числе ФБР, объявляют ZERO террористической группировкой и принимаются за поиски ее членов. Участницей этих событий, вопреки своей воле, также становится Синтия Бонсант, журналистка газеты Daily. Включиться в охоту на ZERO ее вынуждает главный редактор газеты Энтони Хист, поскольку за освещение этих событий Синтией изданию предложен гонорар в четыре миллиона евро фирмой Sheeld, которая на самом деле является подставной «дочкой» компании Freemee. В помощь Синтии Энтони нанимает эксперта в области IT — Чандера Аргавала.
Синтия с первого взгляда влюбляется в напарника, и далее по ходу сюжета у них завязывается роман. Для выполнения задания газета выдает Синтии цифровые очки наподобие очков Google Glass, которые у нее на день выпрашивает дочь-подросток. Из-за очков девушка оказывается ввязана в перестрелку, в ходе которой погибает ее друг Адам Денхам. Синтия принимается выяснять причины произошедшего и обнаруживает интернет-платформу Freemee. Бизнес-модель платформы строится на автоматическом сборе всевозможных персональных данных зарегистрированных на ней пользователей, а также на поощрении добровольной передачи и обнародования клиентами сведений о себе. На основании этих данных Freemee с помощью так называемых экт_аппов дает пользователям советы, которые призваны помочь им добиться лучших результатов в работе, спорте, отношениях и других областях жизни. ZERO открыто критикует Freemee, поскольку компания не только тотально обнажает личную жизнь пользователей, но и в состоянии управлять их поведением.
В ходе журналистского расследования Синтия Бонсант вступает в конфликт как с Freemee, так и с американскими спецслужбами, которые расследуют вторжение в приватную сферу жизни Президента, описанное в начале книги, а также интересуются разрабатываемыми Freemee технологиями массовой слежки. Чтобы секретные службы смогли заполучить эти технологии и сфальсифицировать в свою пользу результаты предстоящих президентских выборов, Эрбен Пенникотт предлагает сотрудничество Карлу Монтику. Параллельно с этим команде Daily удается выйти на след ZERO. Синтия, Чандер и Энтони отправляются в Вену, где после провалившейся попытки выйти на связь с членом ZERO, тот спасает Синтии жизнь. Благодаря этому знакомству Синтии открывают канал связи с членами ZERO — с помощью Raspberry Pi.
Эдвард Брикль, друг погибшего Адама Денхама, ищет в сети информацию, которая прояснила бы причины трагедии, и неожиданно обнаруживает, что среди пользователей Freemee слишком высокий уровень смертности. Обсудить это открытие с Син, с дочерью которой он дружит с детского сада, он не успевает, поскольку погибает в результате якобы несчастного случая. Однако мать Эдварда соглашается отдать Син его ноутбук, и Чандер восстанавливает уничтоженные кем-то результаты работы Эдварда.
По приглашению крупного американского телеканала Синтия в сопровождении Чандера летит в Нью-Йорк для участия в ток-шоу по изучаемой ею теме. Узнав о том, что Син собирается рассказать об аномальной смертности среди пользователей платформы, Freemee предлагает ей и Чандеру долю в бизнесе и должность в правлении в обмен на молчание. Не получив ожидаемого ответа, Freemee обращается к EmerSec, и команда наемников под началом Джоакима Пруста убивает Чандера, поскольку собранные о нем данные свидетельствуют о том, что ни одним сделанным предложением он не удовлетворится. Незадолго до смерти Чандера Синтия выясняет, что он еще до знакомства с ней неоднократно общался с Карлом и что, по всей видимости, он был нанят для слежки за ней.
На Син падает подозрение в убийстве Чандера, а также в терроризме, и за ее поиски принимаются Департамент полиции Нью-Йорка, ФБР и EmerSec, которое работает и на правительство США и на Freemee. Бегство Синтии от преследователей попадает в обзоры многочисленных камер видеонаблюдения, смартфонов и цифровых очков прохожих и, по сути, снимается и транслируется онлайн. Загнанная в угол, Синтия рассказывает на многочисленные камеры любопытствующей публики о выводах, к которым пришел Эдвард Брикль, и просит интернет-сообщество проверить их. Тут же ZERO выкладывает в сеть видеопрезентацию, которую успел записать Эдвард. Полицейские хватают Синтию и уводят на допрос, однако с нее снимают обвинение в убийстве, поскольку интернет-сообщество быстро подтверждает выводы Эдварда, а также обнаруживает еще больше смертных случаев среди пользователей платформы. После этого Синтии разрешают вернуться в Лондон.
Она увольняется из Daily и вместе с дочерью уезжает подальше от дигитализированной действительности.

## Персонажи

### Сюжетная линия «Синтия Бонсант и команда лондонской газеты Daily»
- Синтия «Син» Бонсант — журналистка газеты Daily;
- Энтони Хист — главный редактор Daily;
- Чандер Аргавал — эксперт по IT;
- Джефф — сотрудник технического подразделения Daily;
- Виола Бонсант — дочь Синтии Бонсант;
- Адам Денхам — друг Виолы;
- Эдвард Брикль — друг Виолы.

### Сюжетная линия «Freemee и EmerSec»
- Карл Монтик — основатель Freemee, ответственный за разработки и исследования;
- Уилл Деккерт — член правления Freemee, курирующий связи с общественностью;
- Элис Кинкейд — начальница службы связей с общественностью во Freemee;
- Ким Хуанг — член правления Freemee;
- Йенна Войцевски — член правления Freemee, курирующий финансовую деятельность;
- Йожеф Абберидан — член правления Freemee, погиб.

### Сюжетная линия «Пенникотт, ФБР и EmerSec»
- Эрбен Пенникотт — глава аппарата Белого дома;
- Джонатан Стем — заместитель директора ФБР;
- Мартен Карсон — агент ФБР;
- Луис — следователь по киберпреступности ФБР;
- Генри Эмеральд — основатель EmerSec, акционер Freemee;
- Джоаким Пруст — руководитель EmerSec;
- Ричард Стрэйтен — следователь антитеррористического отдела Департамента полиции Нью-Йорка[3].

## Отзывы
ZERO можно рассматривать как аргумент в дебатах о целесообразности развития нашего мира в сторону дигитализации, который, отсылая к «Анонимусу», WikiLeaks и Эдварду Сноудену, вместе с тем является описанием и пророчеством этой реальности. Эта книга дает Марку Эльсбергу полное право считаться одним из визионеров этого, пожалуй, самого важного из общественных дискурсов. ZERO — это прототип нового формирующегося литературного жанра — критического ИТ-триллера.
Роман высвечивает громады данных, собранных «Гуглом», «Фейсбуком» и компанией, перерабатывает теории заговора с критикой капитализма, приправив «Врагом государства» и сдобрив экшеном, в захватывающую историю. Описанный сценарий — сущий кошмар, однако далеко не выдумка. Автора правильнее рассматривать как выдающегося аналитика, но не совсем выдающегося рассказчика. Стиль изложения у Эльсберга «деревянный», герои у него получились блеклыми и поверхностными, не способными вызвать сильные эмоции.
Несмотря на то, что Эльсберг предоставляет детальнейшее описание реальных технических возможностей, его книге все же недостает реализма: разве возможно представить себе, чтобы сорокалетняя журналистка совсем не ориентировалась в возможностях современной индустрии ИТ? Также тяжело поверить в то, что нечто, опубликованное в интернете, тут же привлекает миллион пользователей:
«Все разглядывают, казалось бы, одни и те же картинки, но именно благодаря победному шествию Интернета это совсем не так».
В августе 2014 года Томас Нойманн дал такую оценку:
«Роман Эльсберга […] сверхактуален, у него прекрасная фабула, а история рассказана отлично». Далее он обращает внимание на тот факт, что Эльсберг в реалиях 21 века актуализировал мысль Иммануила Канта о несовершеннолетии, в котором непросвещенный человек находится по собственной вине, а также критику общества тотального контроля Оруэллом.
В ноябре 2014 году книга была отмечена в качестве книги года в категории развлекательной литературы.

## Издания
- Marc Elsberg. «Zero. Sie wissen, was du tust» (нем.). — Мюнхен: «Blanvalet», 2014. — ISBN 978-3-7645-0492-2.
- Марк Эльсберг. «ZERO: Они знают что ты будешь делать» = Zero. Sie wissen, was du tust. — М.: «Эмоушен Пресс», 2022. — С. 482. — ISBN 978-5-521-16481-3.